# Silves (Amazonas)
Silves é um município brasileiro localizado na Região Metropolitana de Manaus, no estado do Amazonas. Sua população, de acordo com dados do Instituto Brasileiro de Geografia e Estatística (IBGE) era de 9 230 habitantes em 2020.

## História
A história de Silves está intimamente associada à de Itapiranga, por já terem formado uma mesma unidade administrativa com as atuais respectivas sedes, se alternando no decurso do tempo como sede do município que então englobava a ambos.
O povoamento da região tem seu marco inicial na fundação da Missão do Saracá, por Frei Raimundo da Ordem das Mercês, em 1660.
Em 1663, lutas são travadas entre os colonizadores portugueses e os indígenas perto da foz do rio Urubu, até a chegada, no final desse ano, de Pedro da Costa Favela, que aí desembarca parte de sua tropa para a manutenção da ordem.

### Formação Administrativa
Elevado à categoria de vila com a denominação de Silves, pela Resolução de n.º 4, de 21-10-1833, desmembrada do município de Manaus. Sede na antiga povoação de Santana de Saracá. Instalada em 14-03-1853.
Em divisão administrativa referente ao ano de 1911, a vila é constituído de 8 distritos: Silves, Anibá, Boa Esperança, Lago Canaçari, Costa de Cucuiari, Costa de Murumurutuba, Lago Canaçari, Rebujão.
Pela Lei Estadual n.º 1138, de 25-03-1922, a sede da vila passa ser Itapiranga, ficando Silves, então rebaixada a simples povoação.
Pelo Decreto n.º 23, de 27-02-1925, a sede da vila volta novamente para Silves.
Pelo Ato n.º 45, de 28-11-1930, a vila é extinta, sendo seu território anexado ao município de Itacoatiara.
Em divisão administrativa referente ao ano de 1933, o distrito de Silves figura no município de Itacoatiara.
Em 1935, é recriada a vila com a mesma denominação.
Em divisões territoriais datadas de 31-XII-1936 e 31--XII-1937, o município é constituído do distrito sede.
Elevado à condição de cidade com a denominação de Itapiranga, pelo Decreto-lei Estadual n.º 68, de 31-03-1938.
Pelo Decreto-lei Estadual n.º 176, de 01-12-1938, é criado o distrito de Silves e anexado ao município de Itapiranga.
No quadro fixado para vigorar no período de 1939-1943, o distrito de Silves figura no município de Itapiranga.
Assim permanecendo em divisão territorial datada de 1-VII-1955.
Elevado novamente à categoria de município com a denominação de Silves, pela Lei Estadual n.º 117, de 29-12-1956, desmembrado do município de Itapiranga. Sede no antigo distrito de Silves. Constituído do distrito sede. Instalado em 23-01-1957.
Em divisão territorial datada de 1-VII-1960, o município é constituído do distrito sede.
Em 10.12.1981, pela Emenda Constitucional nº 12, Silves perde partes de seu território, em favor dos novos municípios de Rio Preto da Eva e Presidente Figueiredo.
Assim permanecendo em divisão territorial datada de 2009.

## Geografia
Localiza-se a uma latitude 02º50'20" sul e a uma longitude 58º12'33" oeste, estando a uma altitude de 68 metros. Sua população registrada no censo do IBGE de 2016 é de 9 147 habitantes.
Possui uma área de 3.747,279 km².

## Comunicações

### Telefonia
Silves é servido pelo sistema de telefonia fixa através da operadora Oi. Na área rural e em alguns distritos, existem centrais telefônicas. E em dezenas de comunidades rurais existe o sistema público com 1 terminal telefônico.
No sistema móvel, Silves possui cobertura 2G, 3G e 4G das seguintes operadoras: Claro e Vivo.

### Internet
O sistema de internet do município é fornecido através da Oi, com o serviço Oi Velox.

## Infraestrutura

### Saúde
Em 2009 o município possuía um total de 6 estabelecimentos de saúde, sendo todos estes públicos municipais ou estaduais, entre hospitais, pronto-socorros, postos de saúde e serviços odontológicos. Neles havia 14 leitos para internação. Em 2014, 79,30% das crianças menores de 1 ano de idade estavam com a carteira de vacinação em dia. O índice de mortalidade infantil entre crianças menores de 5 anos, em 2016, foi de 9,62, indicando uma redução em comparação a 1995, quando o índice foi de 53,57 óbitos a cada mil nascidos vivos. Entre crianças menores de 1 ano de idade, a taxa de mortalidade reduziu de 53,57 (1995) para 9,62 a cada mil nascidos vivos, totalizando, em números absolutos, 71 óbitos nesta faixa etária entre 1995 e 2016. No mesmo ano, 28,85% das crianças que nasceram no município eram de mães adolescentes, uma das maiores incidências entre os municípios amazonenses, em se tratando de planejamento familiar. Conforme dados do Sistema Único de Saúde (SUS), órgão do Ministério da Saúde, a taxa de mortalidade devido a acidentes de transportes terrestres registrou 32,80 óbitos em 2016, revelando um aumento comparando-se com o resultado de anos anteriores, quando não se registrou nenhum óbito neste indicador. Ainda conforme o SUS, baseado em pesquisa promovida pelo Sistema de Informações Hospitalares do DATASUS, não houve internações hospitalares relacionadas ao uso abusivo de bebidas alcoólicas e outras drogas, entre 2008 e 2017.
A taxa de mortalidade infantil média na cidade é de 18,75 para 1.000 nascidos vivos. Em 2016, 50% das mortes de crianças com menos de um ano de idade foram em bebês com menos de sete dias de vida. Óbitos ocorridos em crianças entre 7 e 27 dias de não foram registrados. Outros 50% dos óbitos foram em crianças entre 28 dias e um ano de vida. No referido período, houve 2 registros de mortalidade materna, que é quando a gestante entra em óbito por complicações decorrentes da gravidez. O Ministério da Saúde estima que nenhuma das mortes que ocorreram em 2016, entre menores de um ano de idade, poderiam ter sido evitadas.
Silves possuía, até 2009, estabelecimentos de saúde especializados em clínica médica, obstetrícia e pediatria e nenhum estabelecimento de saúde com especialização em cirurgia bucomaxilofacial, neurocirurgia, psiquiatria e outras especialidades médicas. Dos estabelecimentos de saúde, apenas 1 deles era com internação. Até 2016, havia 5 registros de casos de HIV/AIDS, tendo uma taxa de incidência, em 2016, de 0 casos a cada 100 mil habitantes, e a mortalidade, em 2016, de 0 óbitos a cada 100 mil habitantes. Entre 2001 e 2012 houve 104 casos de doenças transmitidas por mosquitos e insetos, sendo as principais delas a leishmaniose e a dengue.